# Christian Delacampagne
Christian Delacampagne, född 23 september 1949 i Dakar, död 20 mars 2007 i Paris, var en fransk filosof och essäist.
Delacampagne studerade filosofi i Paris och arbetade sedan i många yrken, exempelvis gymasielärare, journalist och kulturattaché, tills han slog sig ner i USA 1998. Han var därefter universitetslärare i franska studier vid Connecticut College i New London, vid Tufts University och vid Johns Hopkins University. Kort innan sin död i cancer återvände han till Frankrike.
Han har publicerat ett trettiotal verk, främst inom politisk filosofi. Ett flertal har översatts till andra språk. Han var också till stor del en idéhistoriker och ålade filosofin uppgiften att blottlägga mekanismer för dominans och förtryck i historien. Han har också skrivit mycket om rasism.